# Mészáros Ági
Mészáros Ági (született Éberli Ágnes) (Budapest, 1914. május 24. – Budapest, 1989. március 8.) kétszeres Kossuth-díjas magyar színművésznő, érdemes és kiváló művész. Voith Ági Jászai Mari-díjas magyar színésznő édesanyja.

## Életpályája
Éberli József bádogosmester és Mészáros Rozália lányaként született, 1914-ben.
Nem volt képzett színész, nevelőszülei kívánságára lépett színpadra 1934-ben, 20 éves korában, Szegeden, ahol 1939-ig játszott. Vidéki sikerei után szerződtette Németh Antal a budapesti Nemzeti Színházhoz, amelynek 1983-ban történt nyugdíjazásáig tagja volt.
A szakma hamar felfigyelt a szelíd kedves művésznő játékára, és Dario Niccodemi: Tacskó c. vígjátékának címszerepében (1943) már a közönség is megszerette. Eleinte naivákat, magyar parasztlányokat, Molière lepcses szolgálóit alakította a maga bájos egyszerűségével. A magyar irodalom klasszikusai közül egyik legfontosabb szerepe volt a Gellért Endre rendezte Úri muri Rozikája. Játéka szinte eszköztelenül egyszerű, alakjai elsősorban szép és kifejező színpadi beszédében, humorérzékével nyerték el végleges formájukat.
Országos népszerűséget hozott neki 1948-ban a Talpalatnyi föld című filmben játszott szerepe.
Hosszú betegség után, 74 éves korában, Budapesten érte a halál

## Színpadi szerepei
- Lehár: A mosoly országa... Mi
- Eugène Scribe: Egy pohár víz... Abigail
- Shakespeare: Sok hűhó semmiért... Beatrice
- Shakespeare: Vízkereszt, vagy amit akartok... Viola
- Molière: A férjek iskolája... Izabella
- Molière: A nők iskolája... Ágnes
- George Bernard Shaw: Warrenné mestersége... Vivie
- Csehov: Ványa bácsi... Szonya
- Shaw: Pygmalion... Eliza
- Móricz Zsigmond: Úri muri... Rozika
- Shakespeare: Szentivánéji álom... Puck
- Federico García Lorca: Bernarda Alba háza... Adela
- Arthur Miller: A salemi boszorkányok... Elisabeth Proctor
- Illyés Gyula: Dózsa György... Anna
- Bertolt Brecht: Jó embert keresünk... Sen Te
- O’Neill: Hosszú út az éjszakába... Mary
- Georges Soria: Idegen nő a szigeten... Alicia Harper
- Kopányi György: Igazolatlan ősz... Asszony
- Edward Albee: Mindent a kertbe... Mrs. Toothe
- Henrik Ibsen: A nép ellensége... Catherine Stockmann
- Örkény István: Sötét galamb... Tarné
- Raffai Sarolta: Utolsó tét... Bözse, Láng felesége
- Illyés Gyula: Bölcsek a fán... Héra
- Beaumarchais: Figaro házassága vagy egy bolond nap... Zsuzsi, a grófné első komornája, Figaro menyasszonya
- Mikszáth Kálmán–Benedek András: A Noszty fiú esete Tóth Marival... Mari
- Urbán Ernő: Tűzkeresztség... Boziné
- Olekszandr Kornyijcsuk: Ukrajna mezőin... Katyerina
- Mesterházi Lajos: Üzenet... Erzsi, Koszó Lajos lánya
- Alekszandr Osztrovszkij: A vihar... Katyerina
- Ray Lawler: A tizenhetedik baba nyara... Olive
- Heltai Jenő: Szépek szépe... Hamupipőke
- Aiszkhülosz: Síri áldozat... 1. karvezető
- Illyés Gyula: Az ozorai példa... Rozika
- Carlo Goldoni: Mirandolina... Mirandolina, fogadósné
- Maria Tesarova–Alfred Radok: Jégeső sem akadály... Vera
- Makszim Gorkij: Jegor Bulicsov és a többiek... Alexandra
- Fu-Ko: Harcban nőtt fel... feleség
- Háy Gyula: Az élet hídja... Erzsi, Bódog felesége
- Pjotr Pavlenko: Boldogság... Léna
- Shaw: Barbara őrnagy... Barbara
- Luigi Pirandello: Az ember, az állat és az erény... az erényes Perelláné
- Galambos Lajos: Későn... Judit
- Neil Simon: Mezítláb a parkban... Mrs. Banks
- Pirandello: A csörgősipka... Saracena, zsibárusnő
- Molière: Tartuffe... Dorine, Mariane komornája
- Plautus: Amphitruo... Alcumena
- Calderón de la Barca: Két szék közt a pad alatt... Donna Klára

## Filmszerepek

### Játékfilmek
- Hazafelé (1940)
- A 28-as (1943)
- Talpalatnyi föld (1948)
- Mágnás Miska (1948)
- Úri muri (1949)
- Kis Katalin házassága (1950)
- Felszabadult föld (1951)
- Kiskrajcár (1953)
- Simon Menyhért születése (1954)
- Dandin György, avagy a megcsúfolt férj (1955)
- Az élet hídja (1956)
- Két vallomás (1957)
- Puskák és galambok (1961)
- Amíg holnap lesz (1961)
- Húsz óra (1965)
- Énekesmadár (1966)
- Iszony (1965)
- Holdudvar (1968)
- Tűzoltó utca 25. (1973)
- Holnap lesz fácán ... Kovácsné (1974)
- Tűzgömbök (1975)
- Teketória (1976)
- Budapesti mesék (1977)

### Tévéfilmek
- Hagymácska (1962)
- Amphitrio (1963)
- A helység kalapácsa (1965)
- Énekesmadár (1966)
- Vidám vasárnap (1966)
- Kincskereső kisködmön (1967)
- Világraszóló lakodalom (1967)
- Holtág (1968)
- A revizor (1970)
- Lyuk az életrajzon (1973)
- Embersirató (1974)
- Horváthné meghal (1977)
- A nép ellensége (1978)

## Díjai, elismerései
- Farkas–Ratkó-díj (1943)
- Kossuth-díj (1950, 1954)
- Érdemes művész (1950)
- Kiváló művész (1953)

## Emlékezete
- 2014. december 7-én, születésének 100. évfordulója alkalmából gálaestet rendeztek a Nemzeti Színházban, amelynek 1939 és 1983 között tagja volt. Az est közreműködői voltak Törőcsik Mari, Voith Ági és Rubold Ödön.[1]
- 2015. február 20-án közönségszavazás után páholyt neveztek el róla a Nemzeti Színházban.[8]

## Irodalom

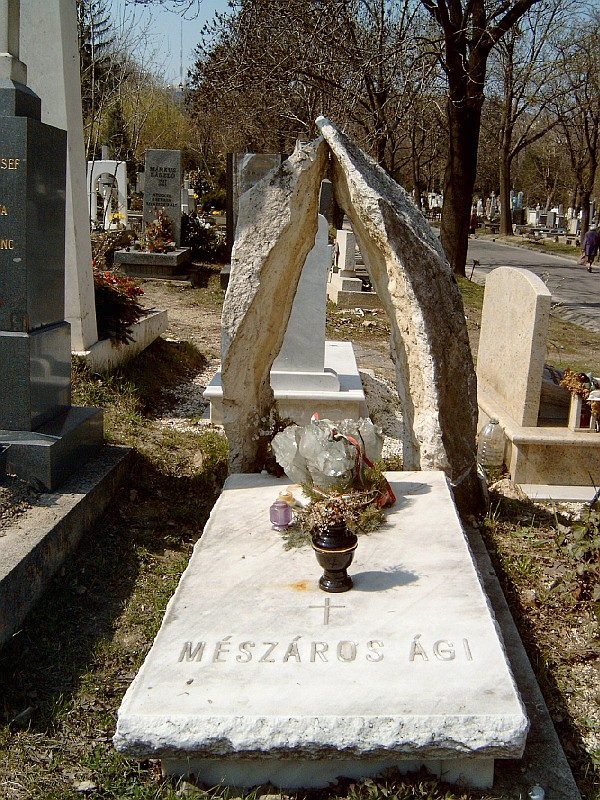
Sírja Budapesten. Farkasréti temető: 22/1-1-5. Alkotók: Kampfl József és Veszely Ferenc, 1991

## Külső hivatkozások
- Színházi adattár Archiválva 2016. december 3-i dátummal a Wayback Machine-ben
- Mészáros Ági az Internet Movie Database oldalon (angolul)